# Winnett
La ville américaine de Winnett est le siège du comté de Petroleum, dans l’État du Montana. Lors du recensement de 2010, sa population a été estimée à 182 habitants.